# Androsace bulleyana
Androsace bulleyana är en viveväxtart som beskrevs av George Forrest. Androsace bulleyana ingår i släktet grusvivor, och familjen viveväxter. Inga underarter finns listade i Catalogue of Life.